# عادل الجبیر

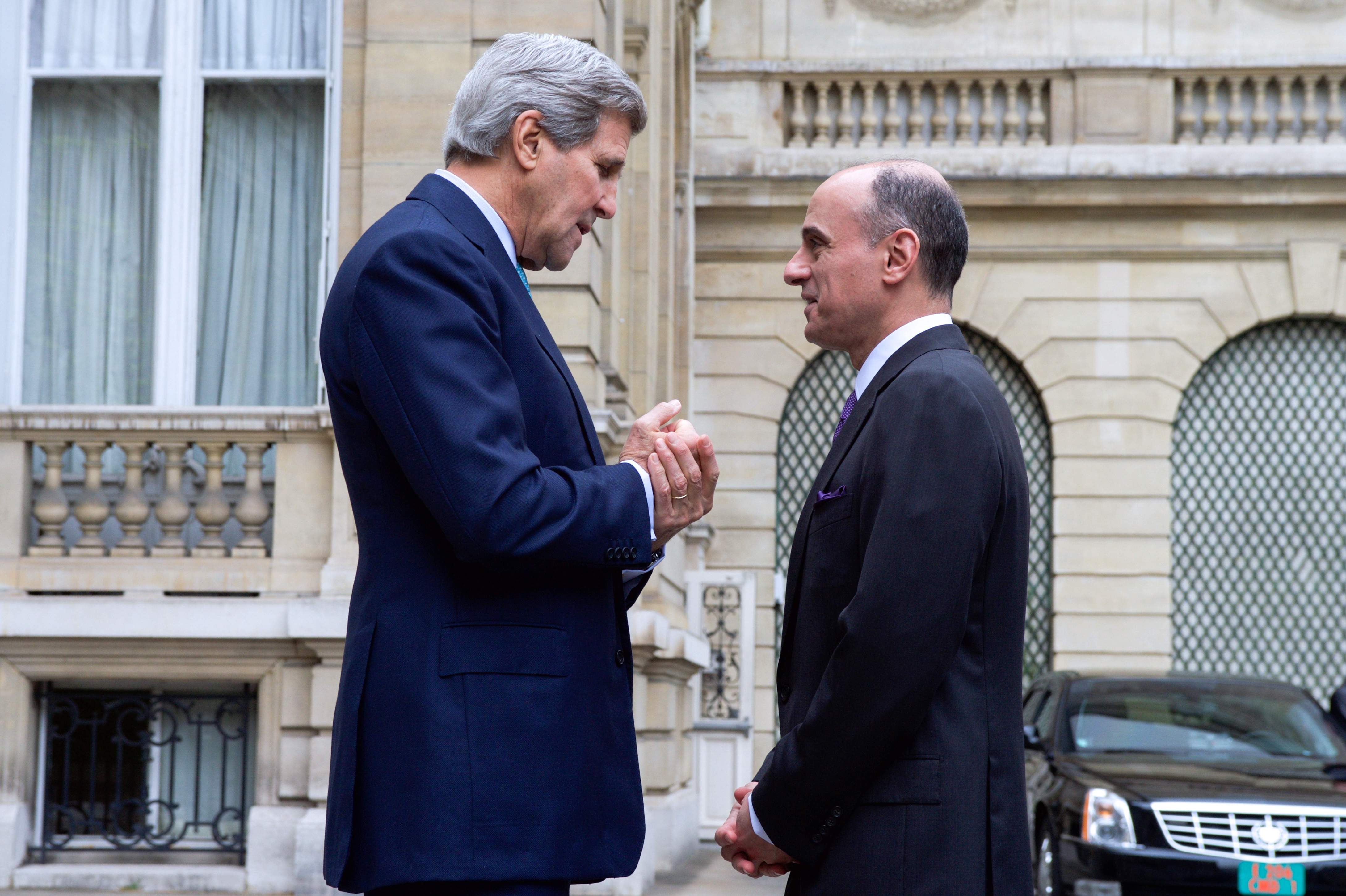
جان کری وزیر امور خارجهٔ دولت باراک اوباما رودرروی عادل الجبیر وزیر امور خارجهٔ دولت پادشاهی عربستان سعودی (می ۲۰۱۵ میلادی)

عادل بن احمد الجبیر (به عربی: عادل بن أحمد الجبیر) (زاده ۱ فوریه ۱۹۶۲) سیاستمدار اهل عربستان است. وی وزیر مشاور در امور خارجی، وزیر سابق امور خارجه عربستان سعودی و سفیر پیشین این کشور در ایالات متحده آمریکا و مشاور پیشین سیاست خارجی پادشاه عربستان است.
عادل الجبیر تحصیلات مقدماتی خود را در آلمان، لبنان و یمن گذراند چون پدرش به عنوان وابسته فرهنگی در آن کشورها کار می کرد. در سال 1982 مدرک لیسانس خود را در رشته اقتصاد و علوم سیاسی از دانشگاه تگزاس شمالی و در سال 1984 مدرک کارشناسی ارشد خود را در رشته علوم سیاسی و روابط بین الملل از دانشگاه جورج تاون واشنگتن دریافت کرد. خانواده او اغلب از کشوری به کشور دیگر نقل مکان میکرد و بر زبان های آن کشورها مانند: انگلیسی، آلمانی و فرانسوی تسلط پیدا کرد و از فرهنگ کشورهایی که در آنها زندگی می کرد، بهره برد.

## زندگی‌نامه
عادل بن احمد الجبیر، یکم فوریه سال۱۹۶۳ میلادی در یک خانواده از المجمعه در روستای «حرمه» در منطقه «سدیر» زاده شد.
از میان بستگان خانواده جبیر جز شیخ محمدبن ابراهیم جبیر که مشاغل مختلفی همچون رئیس دیوان مظالم، رئیس مجلس شورا و وزارت عدلیه برعهده داشت بقیه در عربستان سمت‌های مهمی نداشتند. به همین دلیل این خانواده در مجموع جزو خانواده‌های سرشناس عربستان محسوب نمی‌شود.
با این حال پدرش کارمند بخش رایزنی فرهنگی عربستان سعودی در آلمان بود و به واسطه شغل پدر او، از کودکی در غرب زندگی و تحصیل کرد.
عادل پس از آنکه تحصیلات پایه خود را در آلمان گذراند به آمریکا رفت و مدرک کارشناسی‌اش را در دو رشته اقتصاد و علوم سیاسی از دانشگاه شمال تگزاس و مدرک کارشناسی ارشد را در رشته روابط بین‌الملل از دانشگاه جورج تاون دریافت کرد.
- تحصیلات تا دیپلم در آلمان

پدر عادل الجبیر در رایزنی فرهنگی عربستان سعودی در آلمان فعالیت می‌کرد به همین دلیل عادل نیز تحصیلات اولیه را در این کشور گذراند.
عموی عادل الجبیر نیز در سمت‌های مهمی چون وزیر دادگستری عربستان سعودی و رئیس مجلس شورا (پارلمان) این کشور فعالیت کرده بود.

## توطئه ترور
مقاله : توطئه ترور عادل الجبیر
در 11 اکتبر 2011، مطابق با 14 ذی القعده 1432 هجری قمری، مقامات امنیتی آمریکا فاش کردند که توطئه ایران برای هدف قرار دادن عادل الجبیر، که در آن زمان سفیر پادشاهی عربستان سعودی در واشنگتن بود، آماده شده بود. اف‌بی‌آی این عملیات تروریستی را «ائتلاف سرخ» نامید. رستورانی را هدف قرار داده بودند که الجبیر در آن حضور داشت و همچنین قرار بود سفارت عربستان نیز منفجر شود. دو متهم اصلی غلام شکوری و منصور ارباب سیار دستگیر شدند. دفتر تحقیقات فدرال آمریکا اعلام کرد که این طرح در هماهنگی با باندهای مواد مخدر مکزیکی بوده که ایرانی ها از آنها خواسته اند الجبیر را به لیست ترورها اضافه کنند و دیداری بین این باند و افسر ایرانی سپاه قدس غلام شکوری صورت گرفت. منصور ارباب سیار در برابر قاضی دادگاه فدرال نیویورک اعتراف کرد که: او با مقامات نظامی ایران مستقر در تهران برای ترور سفیر عربستان توطئه کرده و چندین بار به مکزیک سفر کرد تا ترتیبی دهد که یک قاتل از یک کارتل مواد مخدر را برای کشتن سفیر استخدام کند، اما نمی دانست که قاتل اجیر شده در واقع یک خبرچین است. و موافقت کرده بود 1.5 میلیون دلار بپردازد.

## سمت‌های قبلی
- دستیار سفیر عربستان سعودی در ایالات متحده آمریکا
- سخنگوی سفارت عربستان سعودی در واشینگتن
- عضو هیئت نمایندگی عربستان سعودی در مقر دائم سازمان ملل متحد در نیویورک
- مشاور سیاست خارجی ملک عبدالله پادشاه وقت عربستان سعودی
- سفیر عربستان سعودی در ایالات متحده آمریکا
- وزیر امور خارجه عربستان سعودی

## تحصیلات
لیسانس از دانشگاه شمال تگزاس در رشته اقتصاد و علوم سیاسی (۱۹۸۲ میلادی)
فوق لیسانس علوم سیاسی و روابط بین‌الملل از دانشگاه جرج‌تاون (۱۹۸۴ میلادی)

## خانواده
عادل الجبیر با فرح الفایز اردنی ازدواج کرده است و از زمان سفارت او  در ایالات متحده آمریکا ازدواج کردند و دارای دو پسر هستند.

## سابقه فعالیت سیاسی
در جدول زیر مهمترین وقایع زندگی سیاسی وی آورده شده‌است:
| تاریخ | فعالیت |
| ----- | --- |
| ۱۹۸۶  | در سن ۲۴ سالگی به دلیل تسلط به زبان انگلیسی به عنوان کارمند محلی در سفارت عربستان سعودی در ایالات متحده آمریکا استخدام شد. او سپس به عنوان دستیار سفیر در امور رسانه‌ای و کنگره مشغول به کار شد. در آن مقطع بندر بن سلطان سفیر عربستان سعودی در ایالات متحده آمریکا بود. |
| ۱۹۹۰  | او برای نخستین بار در مقابل رسانه‌ها به عنوان سخنگوی سفارت عربستان در ایالات متحده آمریکا حاضر شد تا موضع کشورش را دربارهٔ حمله نظامی عراق به کویت در سال ۱۹۹۰ و سپس حمله ائتلاف به رهبری ایالات متحده آمریکا به عراق در سال ۱۹۹۱ توضیح دهد.                              |
| ۱۹۹۴  | انتقال به هیئت نمایندگی عربستان سعودی در مقر دائم سازمان ملل متحد در نیویورک |
| ۱۹۹۹  | انتقال دوباره به سفارت عربستان در ایالات متحده آمریکا و تصدی مسؤولیت بخش رسانه‌ای سفارت |
| ۲۰۰۰  | صدور حکم عبدالله بن عبدالعزیز ولیعهد وقت عربستان سعودی و انتصاب او به عنوان مشاور در امور سیاست خارجی |
| ۲۰۰۱  | پس از حملات ۱۱ سپتامبر او فعالیت‌های رسانه‌ای را افزایش داد تا از موضع کشورش در این حوادث دفاع کند. |
| ۲۰۰۵  | انتصاب به عنوان مشاور در دفتر پادشاه با رتبه وزیر |
| ۲۰۰۷  | انتصاب به عنوان سفیر عربستان در ایالات متحده آمریکا |
| ۲۰۱۱  | مقامات آمریکایی با طرح ادعایی از خنثی سازی عملیات ترور عادل الجبیر سفیر وقت عربستان سعودی در واشینگتن خبر داده بودند. دو شهروند ایرانی به نام‌های منصور ارباب سیار و غلام شکوری متهم این عملیات بودند که یکی از آنها (ارباب سیار) بازداشت شد.                            |
| ۲۰۱۵  | انتصاب به عنوان وزیر خارجه |

## ترور ناموفق
در ۱۹ مهر ۱۳۹۰ (۱۱ اکتبر ۲۰۱۱ میلادی) اریک هولدر وزیر دادگستری آمریکا اعلام کرد یک شهروند ایرانی-آمریکایی که بعداً بیمار بودن وی توسط پزشکان، بیمارستان، و دوستان آمریکایی‌اش افشا شد به نام منصور ارباب‌سیر که از بیماری دوقطبی شدید رنج می‌برد را به عنوان متهم اصلی و یک شهروند دیگر ایرانی به نام علی غلام شکوری که افسر ارشد نیروی قدس سپاه پاسداران انقلاب اسلامی ایران معرفی شده‌است را به ارتباط‌گیری، طراحی و پرداخت پول به کارتل لوس زتاس جهت ترور عادل الجبیر، سفیر ریاض در واشینگتن متهم شده‌اند.

اتحادیه اروپا نیز دربارهٔ ادعای جدید آمریکا علیه ایران ابراز «نگرانی جدی» کرد و هشدار داد که این موضوع می‌تواند تأثیراتی جدی را در پی داشته باشد؛ همچنین به نقل از خبرگزاری فرانسه، ماجاکوسیجانسیک، سخنگوی کاترین اشتون (رئیس سیاست خارجی اتحادیه اروپا، گفت: 
«اگر این موضوع تأیید شود، نقض جدی حقوق بین‌الملل با تأثیرات بین‌المللی جدی را در برخواهد داشت»
دبیرکل سازمان ملل متحد، روز دوشنبه ۲۵ مهر ۱۳۹۰ (۱۷ اکتبر ۲۰۱۱) اعلام کرد که پرونده توطئه جمهوری اسلامی ایران برای ترور سفیر عربستان در آمریکا را به شورای امنیت فرستاد.در نهایت نیز تلاش آمریکا و عربستان برای محکوم کردن ایران در مجامع بین‌المللی به خصوص سازمان ملل متحد راه به جایی نبرد و شکست خورد.

## روابط با کشورهای منطقه خاورمیانه
عادل الجبیر در سخنرانی خود در «همایش امنیتی منامه» در بحرین بیان می‌کند که گفتگوهای اخیر وین، هیچ تغییری در موضع ریاض مبنی بر لزوم برکناری اسد از قدرت نداده و مطلوب این است که «او همین بعد از ظهر برود. هرچه زودتر بهتر».